# Morgenbladet
„Morgenbladet” – norweski tygodnik.
Gazeta założona w roku 1819 przez drukarza Nielsa Wulfsberga. Była pierwszym norweskim dziennikiem. Przerwa w wydawaniu nastąpiła w czasie II wojny światowej. Po wojnie pismo stawało się coraz bardziej konserwatywne. W roku 1993 „Morgenbladet” został kupiony przez Trulsa Lie, który codzienną gazetę zamienił w tygodnik, znacznie rozbudowując dział kulturalny i społeczny.